# El Totumo
El Totumo, is een moddervulkaan gelegen nabij de Caribische stad Cartagena (departement Bolívar) in het noorden van Colombia. De moddervulkaan van 15 meter hoog is te bereiken door middel van een houten trap. De krater van het heuveltje zou ongeveer 1500 meter diep moeten zijn. 

## Toerisme
Maandelijks trekt de moddervulkaan, in de buurt van het stadje Santa Catalina meer dan 2000 bezoekers. De modder van de vulkaan, waarin gebaad kan worden, bestaat voor 46,42% uit water, 37,92% uit silicium, 9,31% aluminium, 13,11% magnesium, 15% uit natriumchloride, 9,3% calcium, 6,74% zwavel en 1,7% ijzer.

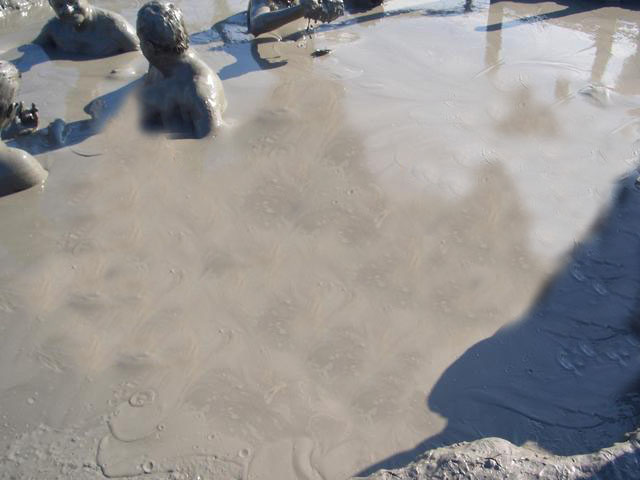
Baden in El Totumo